# Кюрикиды
Кюрикиды (Кюрикяны, арм. Կյուրիկյաններ реже Гургеняны, арм. Գուրգենյաններ) — средневековая армянская царская династия, правившая в Ташир-Дзорагетском (978—1118) и Кахети-Эретинском (1029/1038—1105) царствах. Младшая ветвь династии Багратидов и изначально их вассалы. С 1045 года независимые правители,   а со второй половины 1060-х — вассалы турок-сельджуков. После падения Ташир-Дзорагетского царства, укрепившись в крепостях Тавуш, Мацнаберд и Нор-Берд, монархи из этой династии правили до XIII века.

## Основание рода
Династию Кюрикянов, а также Ташир-Дзорагетское царство (царство Лори) основал младший сын царя Армении Ашота III Милостивого, Гурген (978—989), чьё имя на местном диалекте произносилось как Кюрике. Тем самым Гурген основал новую ветвь династии Багратидов, просуществовавшую до XIII века.

## История

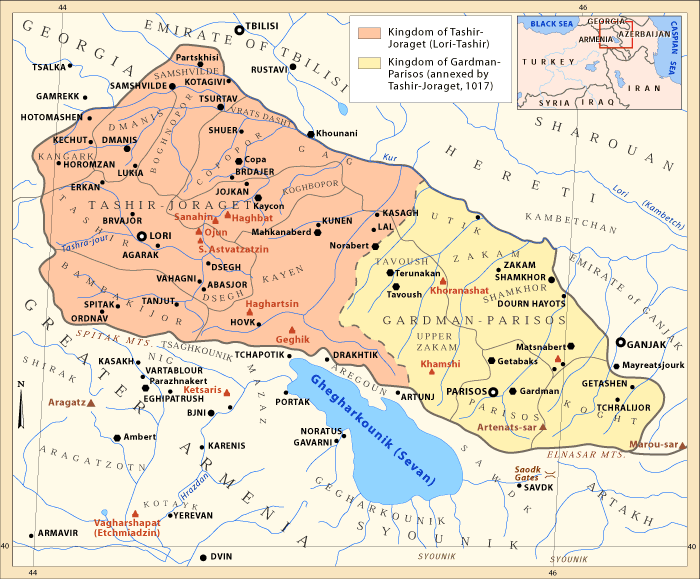
Ташир-Дзорагетское царство — государство Кюрикидов

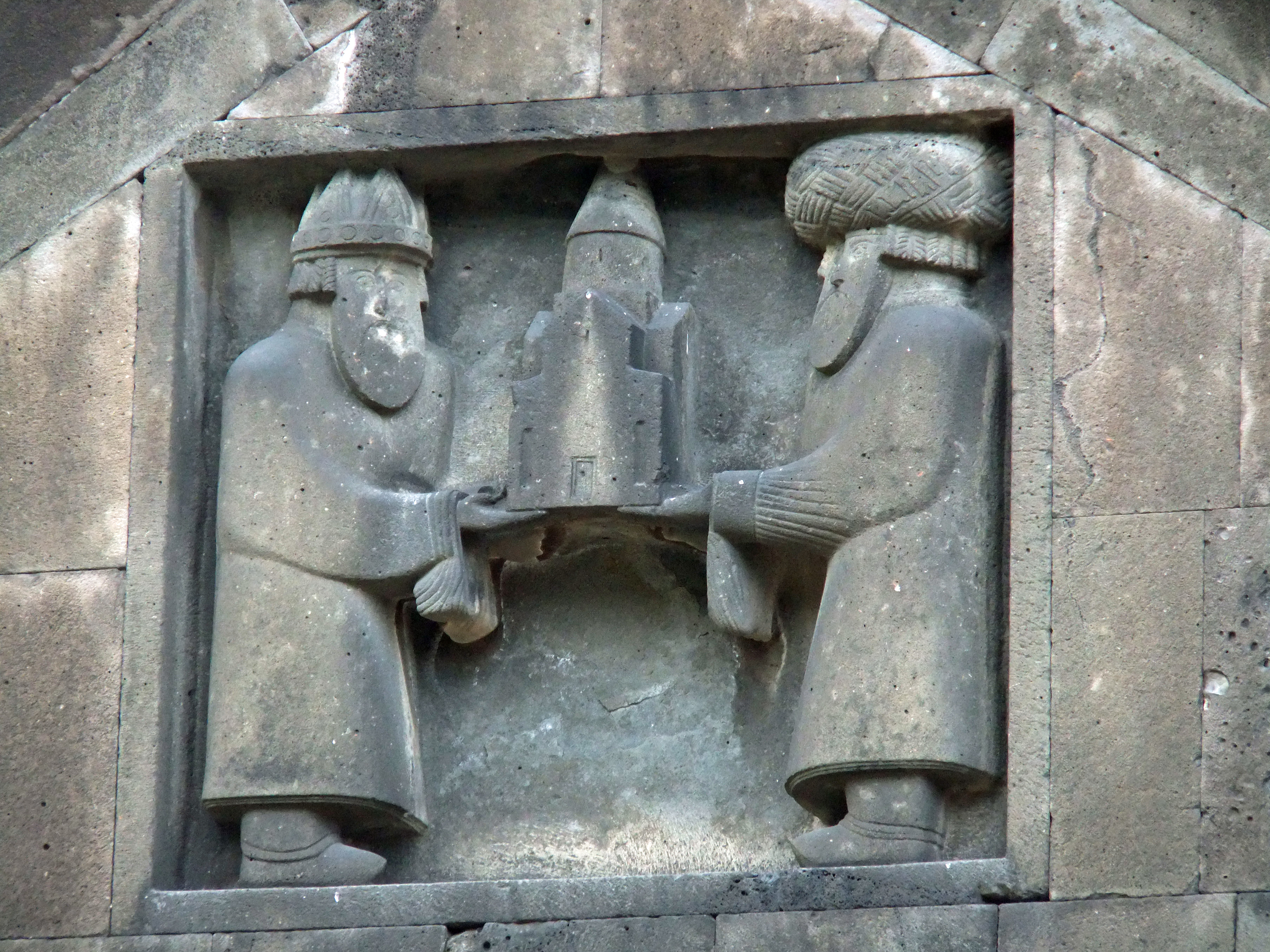
Кюрике I (слева) и его старший брат Смбат II на ктиторской скульптуре Ахпатского монастыря (X век)

Изначально Кюрикяны находились в вассальной зависимости от царей из старшей ветви царской династии Багратидов, правивших Арменией в 885—1045 годах.
Сведения об основателе династии, Гургене, как до, так и после его воцарения, очень скудны, из чего следует, что он не играл значимой роли в военно-политической жизни страны, довольствуясь лишь правлением своего удела. В 974 году он участвовал в инициированной шахиншахом Ашотом III мобилизации армянских войск, в период малоазиатского похода византийского императора Иоанна Цимисхия, представлявшего угрозу для южных границ Армении. Получивший титул царя Ташир-Дзорагета после смерти своего отца (то есть после 977 года) Гурген продолжил работы по обустройству монастырских комплексов Санаин и Ахпат, о чём свидетельствует дарение им Санаинскому монастырю двух больших и роскошных люстр. Он также участвовал в походе своего брата шахиншаха Смбата II против грузино-абхазского царя Баграта III в 988 году в защиту Давида Курапалата, владетеля Тайка.
Когда после смерти, при сомнительных обстоятельствах, Смбата II, в тот же день на престол вступил его средний брат Гагик I, последний с условием повиновения ему вновь подтвердил в царских правах своего младшего брата Гургена. Последний раз в первоисточниках Гурген упоминается в 991 году. Согласно предположительно жившему в XII веке безымянному хронисту, Гурген правил 10 лет (что сходится с датировкой коронации Гургена 981 годом у историка Мхитара Айриванеци). Чрезвычайно набожный человек, он по собственному желанию отрёкся от престола в пользу своего сына Давида I и последние 8 лет жизни посвятил духовной жизни в Санаинском монастыре.
Наивысшего расцвета царство Кюрикянов достигло при Давиде I Безземельном (989—1048) и его сыне Кюрике II (1048—1089). Благодаря успешным войнам против соседних Тифлисского и Гянджинского эмиратов, Давид значительно расширил границы своего царства. В середине 990-х годов им был завоёван и присоединён к армянским землям Дманиси, что спровоцировало войну между Тифлисским эмиром Али ибн Джафаром и Давидом, которая привела к разгрому войск эмира и признанию последним вассальной зависимости от Кюрикидов. Этой победой, в первую очередь, Давид добился укрепления безопасности северных границ Армянского царства.
После этого, и до 1001 года, Давид был вынужден столкнуться с другой угрозой, на этот раз исходящей с юго-востока, а именно Гянджинским эмиратом, где с 970-х годов утвердилась курдская династия Шаддадидов. Экспансионистский и усилившийся особенно при эмире Фадлуне I (985–1031) эмират пытался предотвратить дальнейшее возвышение царства Кюрикидов. Однако, когда Фадлун I напал на Давида, по всей видимости у берегов реки Кура, он потерпел тяжёлое поражение и бежал с поля боя. Давиду, тем не менее, не удалось развить успех победы и расширить пределы своего царства за счёт владений Шаддадидов. Своей победой он добился временного устранения угрозы, исходящей от эмирата.
После Давиду пришлось усмирять мятеж своего вассала, князя крепости Гаг Деметре, последний отрёкся от армянской церкви и перешёл в халкидонизм, очевидно с целью заручиться поддержкой Грузии и добиться с её помощью независимости от Кюрикидов. Кроме того, Деметре в монастыре Хневанк назначил своего сына, также перешедшего в халкидонизм, архиепископом Таширским. Планы его, однако, не удались, Давид, подавив мятеж князя, отобрал у него как собственно Гаг, так и все остальные крепости и имения, обрекая его тем самым на скитальческую жизнь.

Ташир-Дзорагет в составе Багратидской Армении, около 1000 год

Попытка Давида в 1001 году добиться полной независимости от анийских Багратидов была жестоко подавлена царём (шахиншахом) Гагиком I. Давид потерял почти все свои владения (за что был прозван «Безземельным») и смог восстановить своё государство только после признания верховенства власти анийского царя.
О дальнейших двух десятилетиях царствования  Давида ничего конкретного неизвестно. Вероятно, в этот период он был занят укреплением обороноспособности своего царства, результатом которого стали основание им города Лори и ещё 12 крепостей. На основании осуществления им столь дорогостоящих строительных проектов можно предположить, что это был период экономического расцвета Ташир-Дзорагетского царства.
В первые годы правления грузинского царя Баграта IV (1027—1072), эмир Гянджи Фадлун I сделал попытку завладеть всей территорией долины реки Кура, включая город Тбилиси. Опасность грозила всем армянским и грузинским феодальным владениям, которые соседствовали с Гянджинским эмиратом. Перед лицом общей опасности возникла военная коалиция в составе Баграта IV, Давида I Безземельного, эристава зриставов Липарита, эристава Иване сына Абаса, царя Кахети-Эрети Квирике III, а также эмира Тбилиси Джафара. В 1031 году объединённые войска союзников совершили превентивный поход против Гянджинского эмирата, вторглись в Ширван и, разгромив у реки Эклеци войска эмира Фадлуна, вынудили последнего бежать и захватили значительные трофеи.
Давид I женился на сестре последнего царя Кахети-Эретинского царства из династии Аревманелов, Квирике III Великого. У Квирике не было сыновей, и поэтому своим наследником он провозгласил племянника, сына своей сестры Зоракрцель и Давида Безземельного, Гагика. Примерно в 1029/1038 году Гагик взошёл на трон, основав новую ветвь династии Кюрикидов, правивших объединённым царством Кахети и Эрети до 1105 года, когда эти земли были завоеваны Грузией.
Переход Кахети-Эрети в зону влияния Ташир-Дзорагетского царства был негативно воспринят грузинским царём Багратом IV, стремящимся к объединению Грузии, и привёл к углублению противостояния Кюрикидов с грузинскими Багратионами. Не случайно, что когда Шаддадидский эмир Двина Абу-л-Асвар в 1040 году с большим войском вторгся в пределы Ташир-Дзорагета и в течение года захватил значительную часть царства, Баграт IV не спешил помочь Давиду Безземельному.
Крайнее неравенство сил вынудило Давида отказаться от идеи в одиночку дать бой эмиру, и он обратился за помощью к своему сюзерену, шахиншаху Ованесу-Смбату. Так как последний всё это время, оставаясь в стороне, безразлично наблюдал за разрушительным набегом эмира на владения своего вассала, Давид не был уверен, что дождётся помощи от него. Поэтому он пригрозил Ованесу-Смбату, что если тот ему не поможет, то Давид подчинится Абу-л-Асвару и вместе с ним нападёт на Ширак — родовое имение старших Багратидов и ядро Армянского царства, где находилась столица страны, город Ани. Убедившись в том, что Давиду было нечего терять и он исполнил бы свою угрозу, Ованес-Смбат не только отправил ему вспомогательную армию, но и подтолкнул своего другого вассала, сюникского царя Смбата сделать то же самое. Тем же методом Давид добился помощи и у Баграта IV, который также отправил ему вспомогательное войско.
Таким образом, включая собственные силы Давида, сформировалась 20-тысячная армия. Далее, так как этого было ещё недостаточно, он обратился к агванскому католикосу Овсепу с целью придания борьбе против эмира религиозный и общенародный характер. Благодаря этому на сторону Давида перешло всё агванское духовенство, и многотысячное народное ополчение.
Сражение с превосходящим численностью войском эмира завершилось тяжёлым поражением последнего. Армия Абу-л-Асвара с большими потерями не только отступила, но и, преследуемая войсками Давида, на протяжении 5 дней понесла многочисленные новые потери. В течение 3 дней Давид Безземельный освободил все свои владения, занятые эмиром, а захваченную у противника добычу он поделил между пришедшими к нему на помощь союзниками.
После смерти царя Ованеса-Смбата, Давид дважды, в 1041 и 1042 годах, пытался захватить столицу Армении — Ани и занять единый армянский трон,              но безуспешно. Трон унаследовал племянник Ованеса-Смбата, Гагик II. Впоследствии однако, уже в 1045 году, последний шахиншах Армении, Гагик II был пленён византийцами и, в том же году, империя захватывает Ани.
С падением в 1045 году единого Армянского царства и старшей ветви династии Багратидов, Кюрикяны возглавили род, а их царство стало независимым как юридически, так и фактически.
Усиление Грузинского царства в период правления Баграта IV постепенно стало превращаться в угрозу для Ташир-Дзорагета. Кюрикиды опасались дальнейшей экспансии Баграта IV, который укрепился в Тбилиси и подошёл к их границам. Исходя из этого, Давид Безземельный пытался помешать попыткам Баграта по объединению Грузии, тем более, что под опасностью находилась независимость царства его сына, Гагика. Именно этими опасениями объясняется поддержка Давида и Гагика наиболее сильнейшего противника Баграта IV, эристава Липарита, когда тот выступил против центральной власти зимой 1046—1047 годов. Летом 1047 года объединённые войска Липарита, Давида Безземельного и Гагика в Сисаретской битве одержали верх над войском Баграта. Успех этот тем не менее был лишь временным.
После смерти Давида I в 1048 году на престол вступает его сын, Кюрике II. При нём в царстве начала чеканиться местная монета.
При нашествии сельджуков в регион Кюрикяны стали их вассалами, Кюрике II признал сюзеренитет сельджукского султана Алп-Арслана в 1064/65 году. В том же 1065 году грузинский царь Баграт IV, под предлогом переговоров о выдаче своей племянницы, дочери Кюрике II (либо дочери Смбата, брата Кюрике II), за Алп-Арслана, захватил Кюрике и его брата Смбата и вынудил их сдать ему Самшвилде — столицу Ташир-Дзорагета и ряд крепостей, что способствовало резкому ослаблению царства. После потери Самшвилде, Кюрике II переносит столицу в город Лори.
Установление сравнительно мирных отношений с султаном Алп-Арсланом развязало руки Баграту IV, который вторгся в пределы Кахети-Эретинского царства,    и второе нашествие турок-сельджуков на Грузию (1067—1068) застало его в разгар военных операций. Узнав о вторжении врага, он немедленно возвратился в Картли. В походе Алп-Арслана против Баграта IV на стороне султана участвовали Кюрике II, его племянник, царь Кахети-Эрети Ахсартан I, и тбилисский эмир.
Кюрике II умер в 1089 году, его преемниками стали сыновья, Абас I и Давид II. В 1118 году земли Ташир-Дзорагетского царства были присоединены к Грузии Давидом Строителем, после чего Кюрикяны, укрепившись в крепостях Мацнаберд и Тавуш, сохраняли царский титул до начала XIII века.
|                                                                  |  |                                                                                                 |  | |  |
| Руины крепости Самшвилде. Столица Ташир-Дзорагета в 978—1065 гг. |  | Руины крепости Лори построенной Давидом I Безземельным. Столица Ташир-Дзорагета в 1065—1113 гг. |  | Руины крепости Ахтала построенной в период правления Кюрикидов (X век). Важный стратегический пункт царства Ташир-Дзорагета |  |

В 1185 году земли царства Кюрикидов перешли к армянским князьям из рода Закарянов.
В XVIII веке на происхождение от Кюрикидов претендовали мелики Арустамяны из Барсума.

## Ответвления рода

### Кахети-Эретинское царство
Основанная сыном Давида I Безземельного, Гаги́ком, эта ветвь династии Кюрикидов правила Кахети-Эретинским царством с 1029/1038 года. Гагик унаследовал кахети-эретинский трон от своего дяди по матери, Квирике III, так как последний не оставил после себя мужского потомства. Вступление его на престол ознаменовало переход царства Кахети-Эрети в сферу политического влияния Ташир-Дзорагетского царства.
Воцарение Гагика было враждебно воспринято частью кахетской знати, которая выдвигала кандидатуру мужа другой сестры покойного Квирике III, владетеля замка Марелиси у истоков реки Алазани Ашота Марилели, очевидно, недовольного тем, что вместо него воцарился Гагик. Новая политическая расстановка сил расстроила также планы царя Грузии Баграта IV в отношении его восточных соседей, поэтому при создавшейся ситуации Ашот Марилели стал его естественным союзником.
После воцарения Гагика встал вопрос о присоединении города Тбилиси. По сообщению анонимного историка, «подступили к Тбилиси по сю сторону Куры, на верхнем и нижнем [течении], войска абхазского царя, и по ту сторону реки, в части Исани, подступили войска кахов и эров… В это время царём Кахети был Гагик…». Осада Тбилиси затянулась на два года (1037/1038—1039/1040). Однако угроза со стороны Шаддадидов и мятеж Липарита Орбелиани вынудили Баграта IV снять осаду.
По мнению историка Г. Мкртумяна, все факты наводят на мысль, что между Липаритом и Гагиком, за спиной которых стоял отец последнего, Давид Безземельный, существовало тайное соглашение о захвате Тбилиси и присоединении левобережной территории змирата вместе с замком Исани (Метехский замок и нынешний Авлабари) к царству Кахети-Эрети, правобережная же часть с городом Тбилиси должна была перейти к Липариту. Однако Баграт IV предпринял ответные меры и захватил в плен эриставов Кахети.
В 1045 (или 1046) году Баграт IV овладел Тбилиси (за исключением крепости Исани). Это событие заставило Гагика установить с ним добрососедские отношения. Но вскоре после установления владычества Византии в Ани и в связи с неурядицами, имевшими место в Тбилиси, возобновились враждебные отношения между Багратом и Липаритом. В этой борьбе Гагик вместе с отцом поддержал эристава Липарита, так как экспансионистская политика грузинского царя постепенно становилась угрозой для Кюрикидов. В царствование Гагика Кахети-Эрети переживала пору своего расцвета.
В 1058 году трон наследовал сын Гагика, Ахсарта́н I. При нём в царстве наступил период упадка. После захвата в 1065 году Самшвилде Баграт IV вторгся в пределы Кахети-Эрети, но вскоре вынужденно отступил из-за похода Алп-Арслана на Грузию. Предвидя большую опасность от турок-сельджуков и желая спасти своё царство, Ахсартан принял ислам, преподнёс султану ценные подарки и обещал ему харадж. Несмотря на это, в ноябре-декабре 1067 года Алп-Арслан вторгся в пределы Кахети, а спустя три недели, то есть уже в 1068 году, выдвинулся на царство Баграта IV. Вместе с ним против грузинского царя выступил также Ахсартан I.
Ахсартану I наследовал его сын, Квирике IV (1084—1102). Вступивший на престол Грузии в 1089 году новый царь Давид IV Строитель, решив окончательно лишить царство Кахети-Эрети самостоятельности, начал военные операции против Квирике IV, в результате которых в 1101 году ему удалось завладеть крепостью Зедазени — значительным военно-стратегическим пограничным пунктом.
За время недолгого правления племянника Квирике IV, Ахсартана II (1102—1105), его царство, видимо, лавировало между Гянджинским эмиратом и Грузией. Феодальная знать Кахети-Эрети, опасаясь мусульманских владетелей, сблизилась с Грузинским царством. Путь к сближению эретинские азнауры усмотрели в захвате и передаче Ахсартана II Давиду Строителю, что и произошло в 1104 (или в 1105) году. С этим не смогли смириться Шаддадидские правители Гянджи, но после победы над сельджуками в 1104 году в битве при Эрцухи, Давиду Строителю легко удалось окончательно закрепить в составе Грузии Кахети-Эрети, упразднив тем самым кахетинскую ветвь армянских Кюрикидов.

### Тавушское княжество

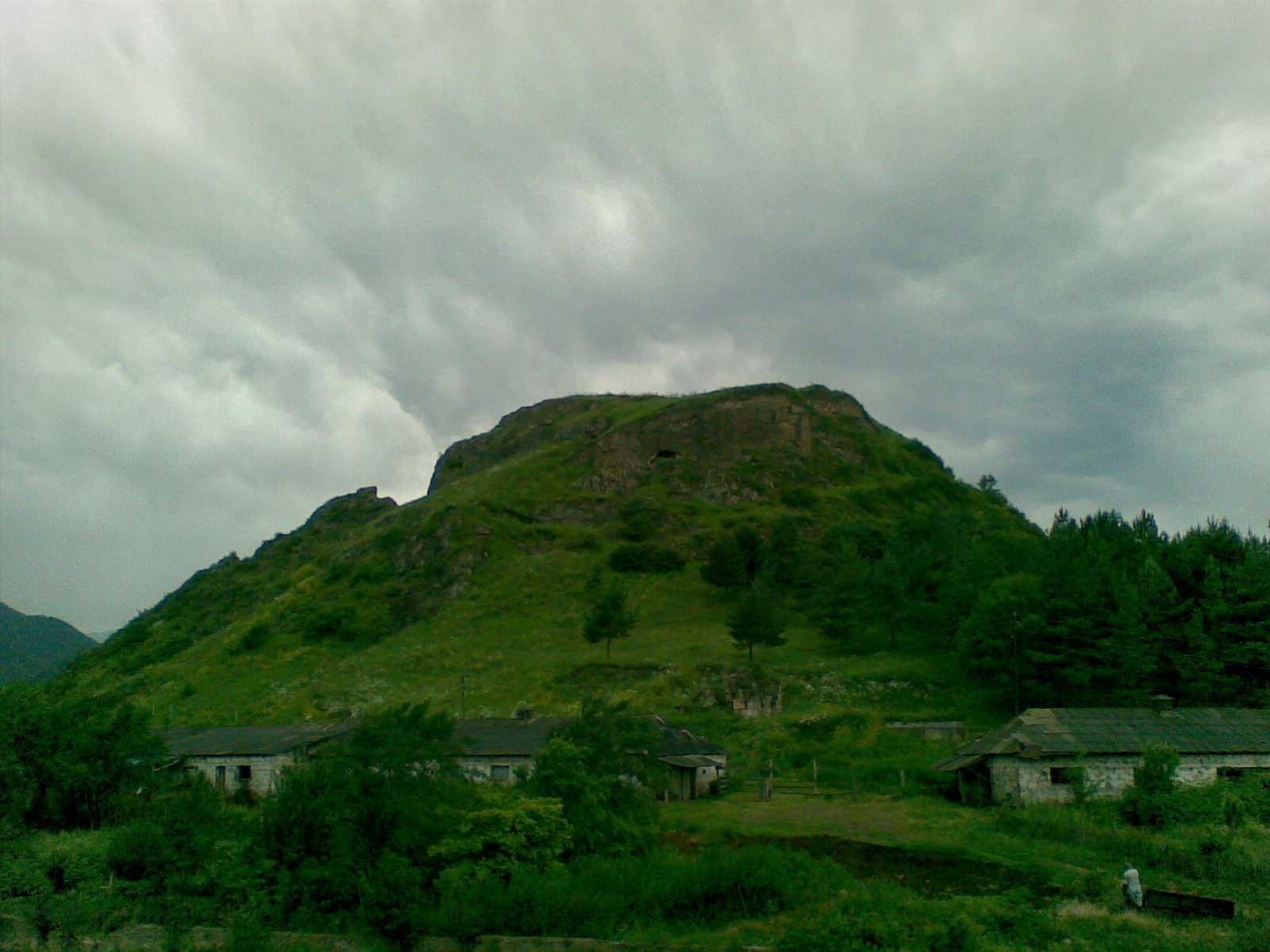
Крепость Тавуш, X век

Княжество Кюрикидов, существовавшее на территории гавара Тавуш — исторической армянской области Утик в первой половине XII века. Основателем княжества стал сын Кюрике II, Абас, после падения Ташир-Дзорагетского царства. Центром княжества стала Тавушская крепость на северо-востоке Армении, переданная под управление Кюрикянов в 966 году.
Весь свой короткий период существования Тавушское княжество было вынуждено бороться против нашествий соседнего сельджукского эмирата Гянджи.
В 1139 году князь Абас способствовал рукоположению агванского католикоса Григора I.
Княжество было захвачено Гянджинским эмиратом в 1145 году. Князь Абас переселился к своему брату Давиду в Мацнаберд.
Впоследствии одна из ветвей Кюрикянов в конце XII века, укрепившись на части исторической области Тавуш, в крепости Нор-Берд, основала новое княжество просуществовавшее до 30-х — 40-х годов XIII века. Большая же часть Тавуша с конца XII по XIII век находилась под властью князей из династии Ваграмянов.

### Мацнабердское княжество

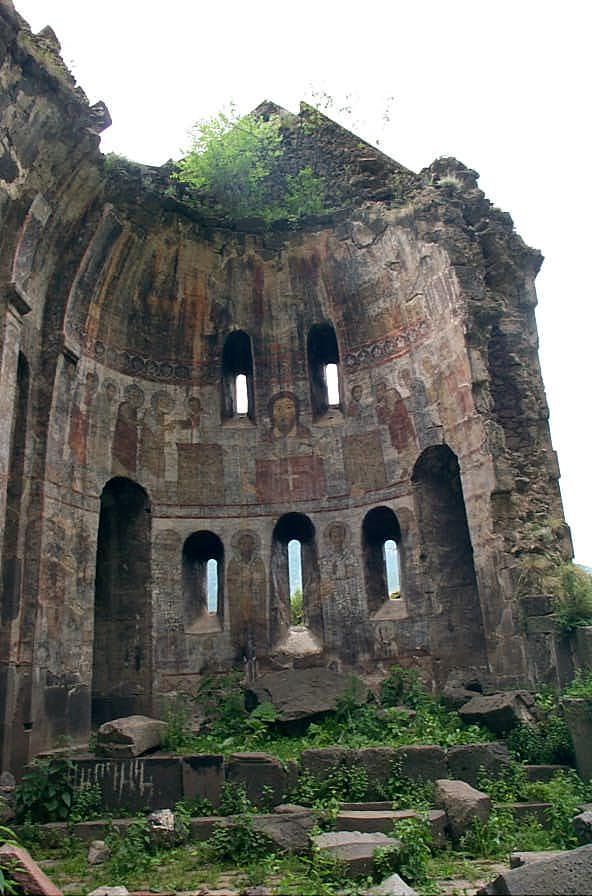
Руины монастыря Кобайр (XII век)

Феодальное владение рода Кюрикидов существовало на западе Утика в XII—XIII веках. Основателем княжества был Давид, сын царя Ташир-Дзорагетского царства Кюрике II, который после падения Ташир-Дзорагета обосновался в крепости Мацнаберд. Кюрикяны Мацнаберда находилась в вассальной зависимости от рода Закарянов, правителей центральной Армении и имели политические связи с соседними княжествами Тавуша, Атерка и Нор-Берда, а также с грузинским княжеским родом Орбелиани. В первой половине XII века княжество боролось против Гянджинского эмирата. Давид умер в 1145 году, его преемником стал сын, Кюрике.

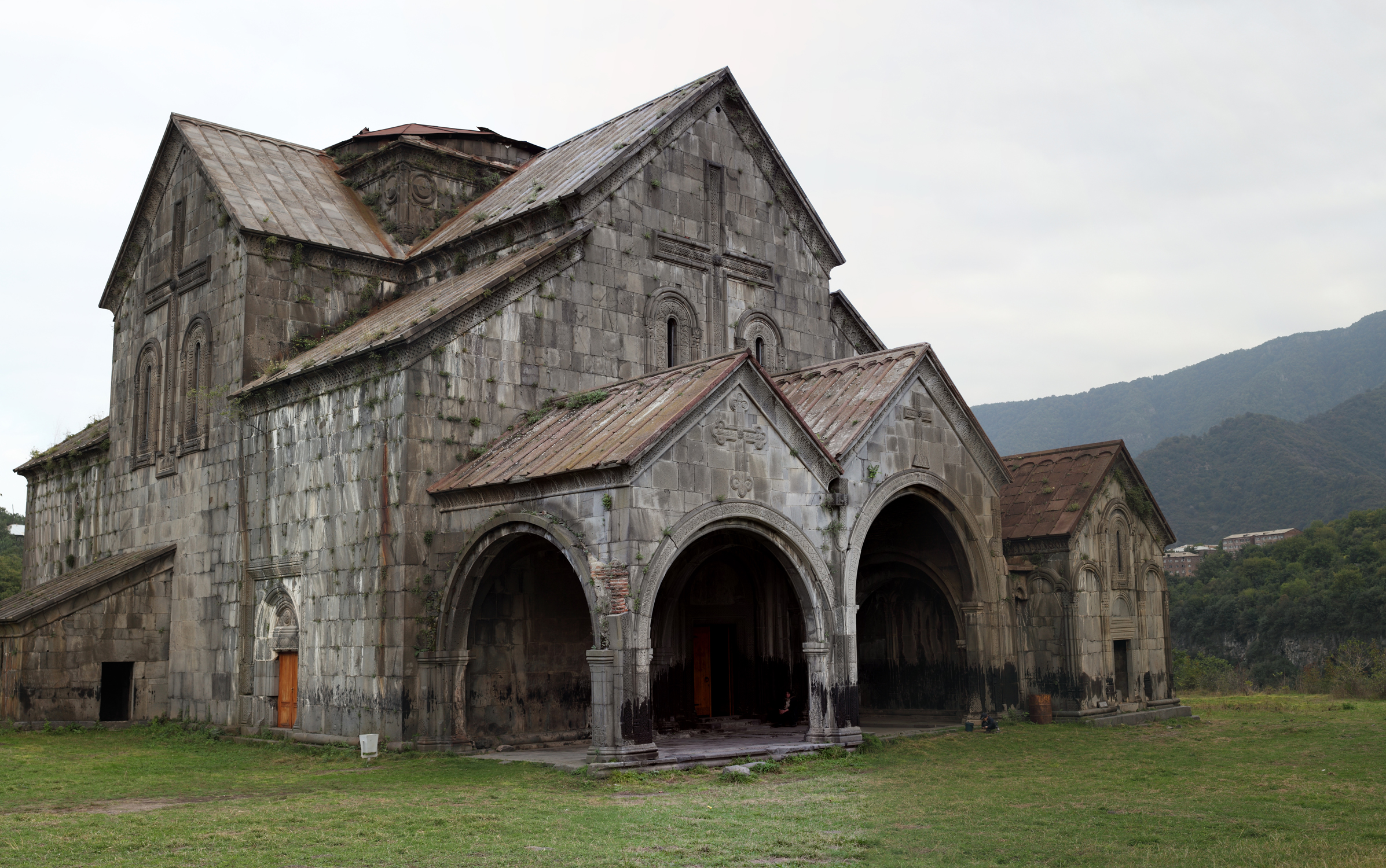
Монастырь Ахтала (XII век). В начале XIII века князь Иване Закарян перестраивает монастырь и передаёт халкидонитам

О правлении Кюрике известно мало. У Кюрике было 5 дочерей (Мариам, Русуган, Мамкан, Борина и Ване) и 2 сыновей (Абас и Васак). С именем Мариам связано основание монастырей Кобайр (1171 год) и Ахтала            (1188 год). Она же построила в 1185 году фамильную усыпальницу Кюрикянов в Ахпате (где погребены многие представители рода, в числе которых Кюрике I, Кюрике II, братья Абас и Давид II, сама Мариам, её брат Абас и её сёстры) и другие сооружения. Русуган была женой крупного грузинского феодала Иване Орбели, также как и сестра занималась строительством в Ахпате, Санаине, Кобайре и в Грузии. Мамкан вышла за князя Атерка Асана Кронаворяла, её сын, Вахтанг I, в 1182 году унаследовал трон Атерка и всего Хаченского княжества. Её сёстры: Борина упоминается в надписях из Санаинского монастыря, а также у армянского историка XIII века Киракоса Гандзакеци, а Ване — в надписях из Ахпатского монастыря.
После смерти Кюрике в 1170 году его преемником стал 12-летний сын Абас. В возрасте 17 лет он женился на Нане, сестре Закаре Закаряна. Через два года после свадьбы, в возрасте 19 лет, Абас умер (ок. 1176). Так как у Абаса и Наны не было сыновей, под покровительством Борины, сестры Абаса, его преемником стал незаконнорождённый сын Агсартан. Однако это не понравилось Давиду, князю Нор-Берда, племяннику Абаса. Считая Агсартана незаконным наследником, он сам пожелал завладеть Мацнабердом. Давид выдал замуж за Агсартана свою дочь а после, когда обманом захватил Мацнаберд, изгнал Агсартана из крепости. Но местное население не признало власть нового правителя, восстало и вынудило Давида покинуть крепость, а Агсартан снова занял трон Мацнаберда.
Дата смерти Агсартана неизвестна, известно, что он ещё при жизни уступил свой трон сыну, Кюрике II. При Кюрике II Мацнаберд возможно на некоторое время захватили монголы. У Кюрике было трое сыновей — Агсартан, Тадиадин и Паглаван. Трон унаследовал Агсартан II, однако ни о нём, ни о его брате Паглаване сведений не сохранилось. Известно только, что Тадиадин участвовал в составе армянского полка в походе монголов на Багдад и Нфркерт. Последним известным в истории Кюрикидом был сын Тадиадина — Саргис, князь Мацнаберда. О нём сохранились сведения из надписи 1249 года из Ахпатского монастыря.

### Нор-Бердское княжество

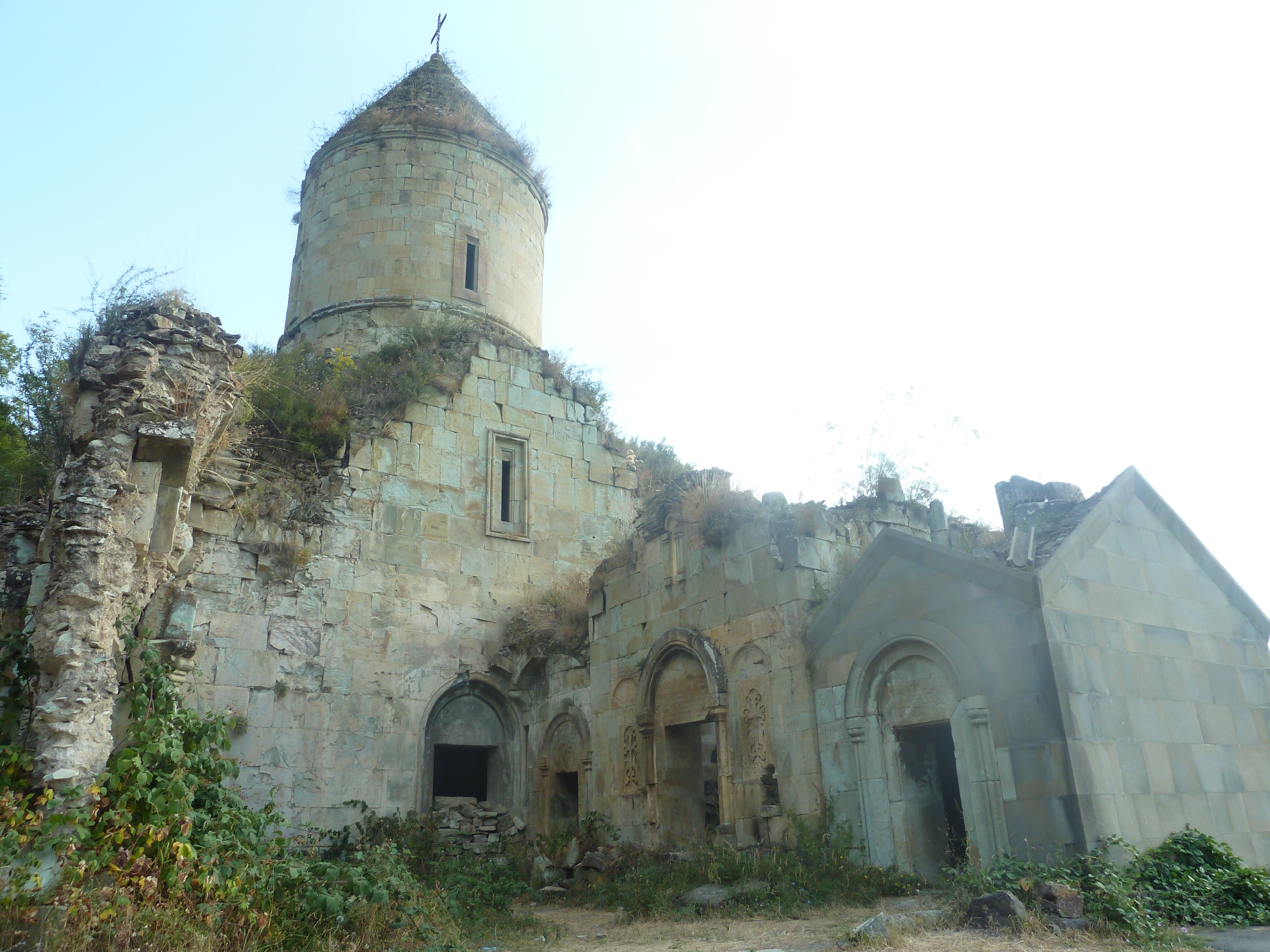
Монастырь Нор Варага (конец XII века)

Крепость Нор-Берд упоминается в грузинском историческом сочинении «Житие царя царей Давида» (XII век) в связи   с захватом её царём Грузии Давидом Строителем (1089–1125): «И вмиг востек, как орел, и в мае забрал крепости армянские: Гагы, Теронакал, Кавазины, Норбед, Манасгомы и Талинджакар».
Основателем княжества стал Васак I, сын Кюрике, внук Давида, основателя Мацнабердского княжества. По всей видимости Васак умер раньше своего брата Абаса (1176 год), так как не унаследовал после смерти последнего трон Мацнаберда. Васак упоминается в надписях своего сына Давида и внука Васака II из монастыря Нор Варага.
С именем Кюрикянов Нор-Берда связано основание монастыря Нор Варага. Основателем монастыря стал князь Нор-Берда — Давид. В первую очередь он построил в 1193—1198 годах старейшую церковь комплекса Анапат и родовой мавзолей. В 1224—1237 годах сын князя Давида, Васак II, построил церковь в честь Святой Богородицы. Согласно надписи на стене монастыря, он имел водопровод, построенный Шараном в 1253 году.
Васак II был женат на дочери анийского князя Ваграма Эчупа, Хатун, которая упоминается в надписях из монастырей Оромос и Аричаванк. Из надписи Хатун из Оромоса становится ясно, что у Васака не было сыновей, которые могли бы унаследовать его трон, и можно предположить, что на нём и пресёкся род Кюрикянов Нор-Берда.

## Монархи Кюрикиды

### ЦариТашир-Дзорагета
- Гурген (Кюрике) — 978 — 989 гг.[1]

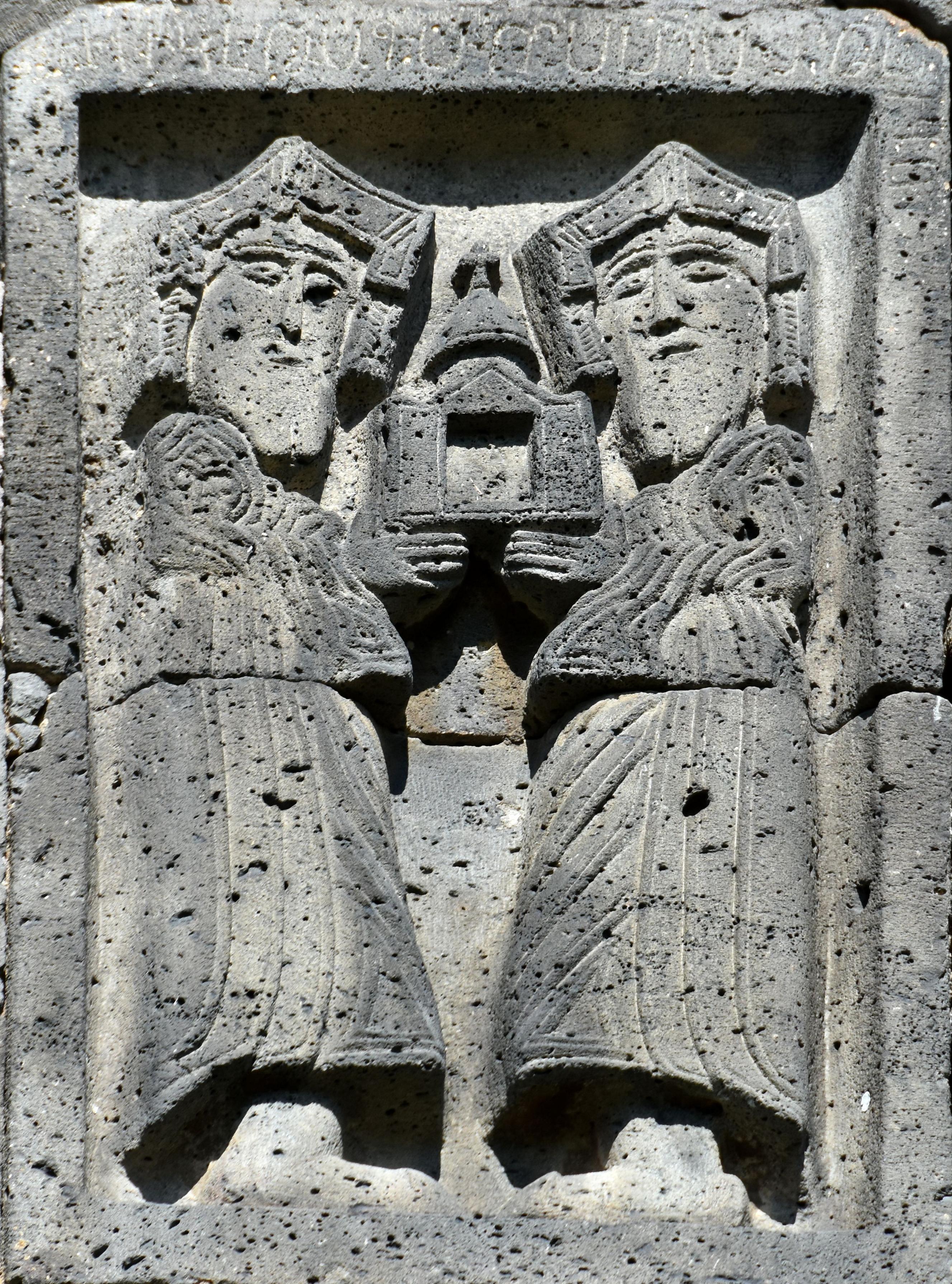
Основатель династии Гурген I и его старший брат Смбат II — царь Армении. Санаинский монастырь

- Давид I Безземельный — 989 — 1048 гг.[1]
- Кюрике II — 1048 — 1089 гг.[1]
- Абас и Давид II — около 1090 — 1145 гг.[3]

### ЦариКахетииЭрети
- Гагик — 1038 — 1058 гг.[14]
- Ахсартан I — 1058 — 1084 гг.[14]
- Квирике IV — 1084 — 1102 гг.[14]
- Ахсартан II — 1102 — 1105 гг.[14]

### КнязьяТавуша
- Абас — 1113 — 1145 гг.[26]

### КнязьяМацнаберда
- Давид — 1113 — 1145 гг.[28]
- Кюрике — 1145 — 1170 гг.[28]
- Абас — 1170 — 1176 гг.[28]
- Агсартан — 1176 — ? гг.[28]
- Кюрике II[29]
- Агсартан II[29]
- Саргис[29]

### КнязьяНор-Берда
- Васак I — ? — не позже 1176[29][31]
- Давид — не позже 1176 — после 1198 гг.[31][33]
- Васак II — после 1198 — после 1237 гг.[31][33]